# Ittingersturm

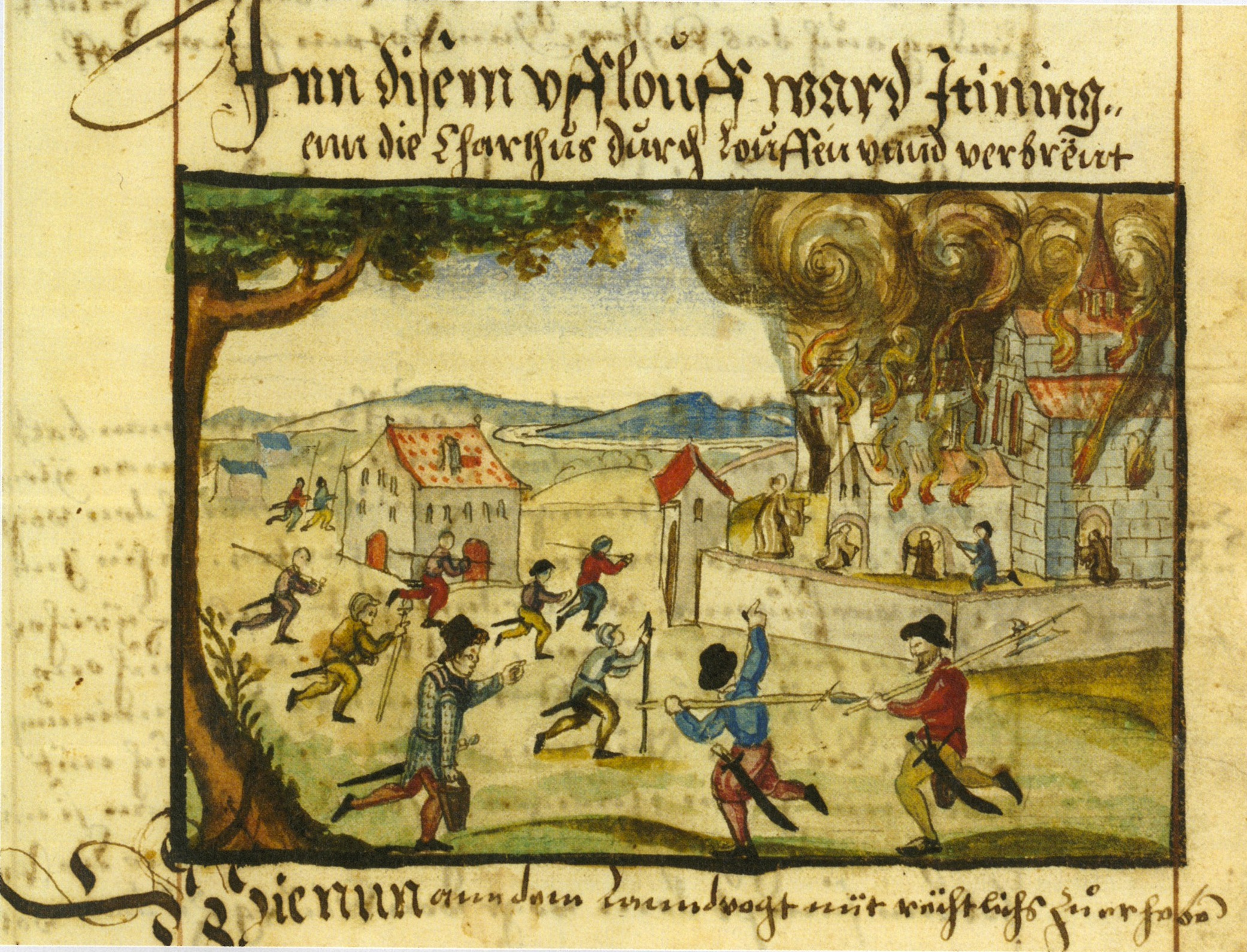
Darstellung von Heinrich Thomas, 1605

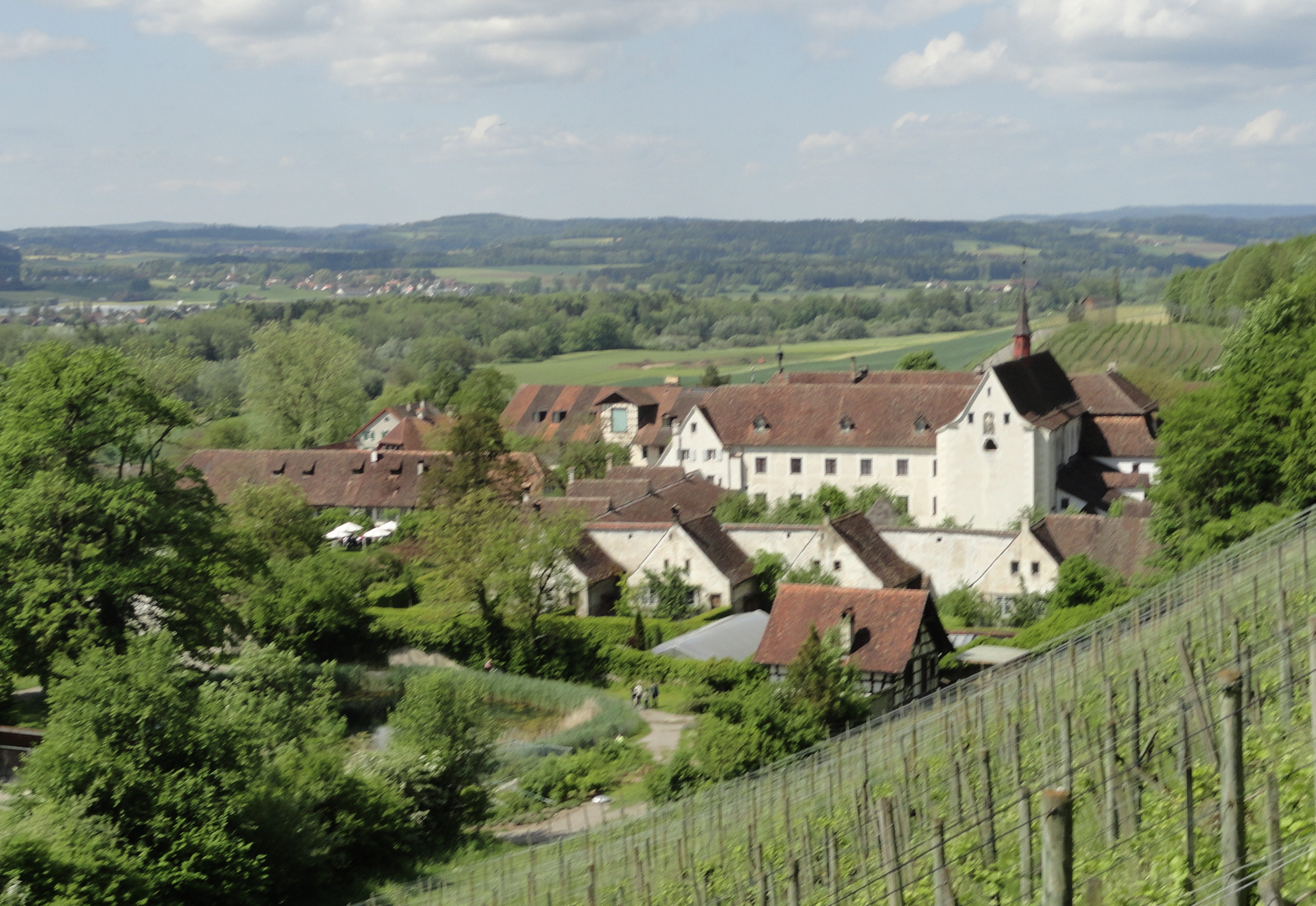
Kartause Ittingen

Der Ittingersturm (auch «Ittinger Klostersturm»), mit der Zerstörung der Kartause Ittingen im Jahr 1524, war eine Fehde zu Beginn der Reformationszeit in der Schweiz und ein Vorbote der allgemeinen Bauernunruhen.

## Ablauf und Folgen
Durch die Reformation in Zürich mit dem Reformator Zwingli wurde in den Kirchen mancher Gemeinden ein Bildersturm ausgelöst, so in Höngg, Weiningen, Eglisau und Zollikon.
1524 hatte der Rat von Zürich unter Anleitung von Zwingli wiederholt ein Religionsgespräch über die Bedeutung der Messe und von Bildern in den Kirchen zum Thema, mit dem kurzzeitigen Ergebnis, dass weiterhin Messen nach dem alten Ritual gelesen und auch Bilder nicht ohne Einwilligung der kirchlichen Instanzen entfernt werden dürften, damit nicht Tumult und Unordnung sich verbreiteten. Zudem drohten die Altgläubigen und die Katholiken der fünförtigen Eidgenossenschaft vehement auf ihren bisherigen kirchlichen Ritualen und Rechten. Ein von Zwingli beeinflusster Entscheid an Ostern 1525 verbot dann jedoch für die Reformierten jegliche Messen, Prozessionen und Wallfahrten, so auch in allen Gemeinden und Klöstern der Untertanengebiete. Zudem ging man gegen die Wiedertäufer vor und hob das Heiratsverbot für Kirchenleute auf. Dies veranlasste einige Ittinger Kartäusermönche zur Verunsicherung ihrer isolierten Lage und einem späteren radikalen Wandel ihres Lebensweges.
Das initiale Ereignis des Ittingersturmes war ein von den Reformatoren geförderter Bildersturm in Ober- und Unterstammheim. Stammheim unterstand zu dieser Zeit dem Hochgericht der Gemeinen Herrschaft Thurgau und dem Niedergericht der Stadt Zürich. Die Zerstörung der Bilder in der Kirche wurde von katholischer Seite als Kirchenschändung eingestuft. Die Bauern, die 90 % der Bevölkerung ausmachten, interpretierten Zwinglis Lehre als Befreiungstheologie mit der Aussicht, der Leibeigenschaft mit all ihren Folgen, Frondiensten und Abgaben zu entgehen. Sie fühlten sich bedroht und gingen Schutzbündnisse ein, Stammheim und Waltalingen suchten die Verbindung zu Nussbaumen TG und Stein am Rhein.
Gegen Stammheim wurden alsdann Drohungen der Altgläubigen ausgestossen, das Dorf werde in Brand gesteckt. Der Prior der nahe gelegenen Kartause Ittingen goss zusätzlich Öl ins Feuer mit der Bemerkung, er würde sich nicht wundern, wenn Gott die Häuser der Aufständischen verbrennen liesse.
Die Tagsatzung unter Ausschluss von Zürich gab dem Landvogt im Thurgau den Befehl, den Pfarrer von Burg bei Stein am Rhein, der als Vorkämpfer der Reformation galt, gefangen zu nehmen. Mit Kirchengeläut wurden die Bauern mobilisiert. Nach erfolgloser Verfolgung des Landvogts mit seinem Gefangenen richtete sich die Volkswut gegen das Kloster Ittingen, wo zunächst die Bilder zerstört, die Bücher verbrannt und das Wasser im Fischteich abgelassen wurde. Schliesslich wurde ein Teil der Kartause in Brand gesetzt. Der Prior und fast alle Mönche verliessen danach die Kartause, deren Wiederaufbau später rund 30 Jahre in Anspruch nahm. Erst 1553 konnte die Klosterkirche wieder geweiht werden.
Die Eidgenossen bestanden noch im Sommer 1524 unter Kriegsandrohung auf der Auslieferung der Rädelsführer. Die Zürcher gaben unter der Bedingung nach, dass nur der Aufruhr, nicht aber der Bildersturm geahndet werde. Trotz feierlicher Zusage verurteilte ein Gericht in Baden drei angebliche Rädelsführer am 28. September 1524 zum Tode in der Hoffnung auf eine Beruhigung der angespannten Lage. Dieser Wortbruch war für Zwingli der Grund, an der Disputation in Baden 1526 nicht teilzunehmen.